# Euprymna hyllebergi
Euprymna hyllebergi är en bläckfiskart som beskrevs av Nateewathana 1997. Euprymna hyllebergi ingår i släktet Euprymna och familjen Sepiolidae. IUCN kategoriserar arten globalt som otillräckligt studerad. Inga underarter finns listade i Catalogue of Life.